# Distrito de Alberto Leveau

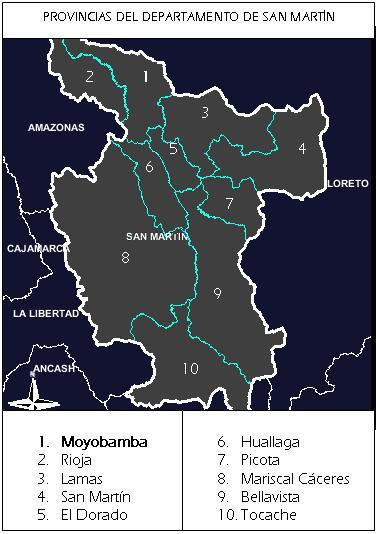
División política del Departamento de San Martín.

El distrito peruano de Alberto Leveau es uno de los catorce distritos que conforman la Provincia de San Martín en el Departamento de San Martín, perteneciente a la Región de San Martín  en el Perú.
Fue creado con ley 13764.
Desde el punto de vista jerárquico de la Iglesia católica forma parte de la Prelatura de Moyobamba, sufragánea de la Metropolitana de Trujillo y encomendada por la Santa Sede a la Archidiócesis de Toledo en España.

## Geografía
La capital Utcurarca se encuentra ubicada en la margen derecha del río Huallaga a 300 m s. n. m. y a 31 km de la ciudad de Tarapoto.

## Etimología
El nombre de Utcurarca, proviene de dos palabras quechuas: UTCU = Algodón y RARCA =Zanja. Traducido literalmente sería producción de algodón en la ribera de la zanja.

## Historia
Al alcanzar la condición de Distrito, recibe el nombre de Cabo Alberto Leveau en honor al Cabo de la Policía, natural de Tarapoto quien ofrendó su vida defendiendo heroicamente un destacamento militar peruano tomado por el ejército ecuatoriano: estando solo en dicho puesto, lo defendió heroicamente donde falleció defendiendo al Perú y llevándolo a la victoria de dicha guerra Conflicto Perú-Ecuador 1941.